# Epilobium maysillesii
Epilobium maysillesii är en dunörtsväxtart som beskrevs av Philip Alexander Munz. Epilobium maysillesii ingår i släktet dunörter, och familjen dunörtsväxter. Inga underarter finns listade i Catalogue of Life.